# Харьково (Смоленская область)
Харьково — деревня в Смоленской области России, в Вяземском районе. Население — 5 жителей (2007). Расположена в восточной части области в 19 км к югу от районного центра, в 7 км западнее автодороги Р132 Вязьма — Калуга — Тула — Рязань, на правом берегу реки Волоста. В 1 км к юго-востоку от деревни о.п. 22-й км на железнодорожной ветке Вязьма — Фаянсовая. Входит в состав Юшковского сельского поселения.

## Экономика
«КФХ Фёдоровы», добыча песка и гравия — ООО «Селиваново».

## Известные люди
15 мая 1922 года в деревне родился Герой Советского Союза, старший лейтенант, командир звена 8-го отдельного дальнего разведывательного авиационного полка 8-й воздушной армии 4-го Украинского фронта, Вишенков В. М.